# 國枝大索
國枝 大索（くにえだ たいさく）は、八百津町役場職員で、現在、同町にある杉原千畝記念館館長(町課長補佐級）。長髪と眼鏡の「学者風」の風貌が特徴。
杉原千畝についての発言・講演を多数している。

## 略歴
- 出身大学、学位取得、学芸員の資格保有については不明
- 2009年4月、八百津町住民税務課資産税係長[1]
- 2012年4月、八百津町地籍調査係長[2]
- 2013年10月、杉原千畝記念館館長(課長補佐級)へ異動[3]

## 講演等
- 2016年3月7日 兵庫県神戸市 杉原千畝リレーセッションin神戸 主催八百津町[4]
- 2016年5月14日 岐阜県可児市 [5]
- 2016年5月28日 三重県鈴鹿市 杉原千畝　～その記録と功績～ 主催八百津町 [6]
- 2016年8月24日 岐阜県多治見市 杉原千畝　命のビザ[7]